# 司汤达
马利-亨利·贝尔（法語：Marie-Henri Beyle，1783年1月23日—1842年3月23日），笔名司汤达（Stendhal，一译斯丹达尔、斯汤达尔），19世纪法国作家，批判现实主义的先驱与代表。他以准确的人物心理分析和凝练的笔法而闻名。其代表包括《红与黑》（1830年）、《帕尔马修道院》（1839年）等。

## 生平
贝尔生于1783年，父亲是律师舍吕宾·贝尔，母亲是亨利埃特·加尼荣。他的两个妹妹出生于1786年和1788年，1790年他的母亲因产褥热去世。
他的父亲是格勒诺布尔议会中的一位律师，在1794年因政治原因被捕。他与父亲素来不睦，他青少年时期的郁郁不乐很大程度上是由他桀骜不驯的性格造成的。在12岁前，他由一位教士负责教育，後者使他产生了对宗教信仰的长久的仇恨。後来，他进入了新建的格勒诺布尔的中心学校学习，1799年他持推荐信到了与贝尔家有亲戚关系的达吕家。彼埃尔·达吕给了他一个陆军部的职位，1800年5月7日，贝尔与达吕兄弟一起，跟随拿破仑向意大利进军。作为政府的书记员，他的大部分时间都是在一直受他青睐的城市——米兰度过的。他的小说《帕尔马修道院》中的很大一部分似乎受到了这段生活经历的影响，带有自传性。
他是马伦哥之役的目击者，并于此后加入了龙骑兵第六龙骑兵团，10月23日，被提升为少尉。他快速升迁，成了米劳德将军的副官。但1802年亚眠平定后，他回到巴黎，为求学辞去了军职。在那里，他遇见了女演员梅拉妮·吉尔贝，并跟着她去了马赛。贝尔的父亲听说了这桩风流韵事后就不再给他寄钱，所以贝尔不得不为一个蔬菜商工作，当营业员。然而，梅拉妮·吉尔贝为了跟一个俄国人结婚抛弃了贝尔，因此，他重返巴黎。1806年，他参加了共济会会员分会：圣加洛林会。依靠达吕家的影响，他得到了战时专署中的一个职位，1806到1814年间，他在这个职位上工作很成功。1812年7月23日，他随军前往俄国，9月14日到达莫斯科，之后他取道维尔纽斯和柯尼斯堡撤回巴黎。
拿破仑倒台后，他拒绝在新政府中任职，定居于米兰，在那里他遇到了佩利科，曼佐尼，拜伦勋爵以及其他一些重要人物。在米兰，他陷入了与一个叫安热拉·P的女子的情感纠葛中，以前造访这座城市的时候，他就徒劳地仰慕过她。1814年，他以亚历山大-凯撒-朋培的笔名出版了《Lettres écrites de Vienne en Autriche sur le célèbre compositeur, Joseph Haydn, suivies d'une vie de Mozart, et de considerations sur Métastase et l'état présent de la musique en Italie》一书。他的关于海顿的信的内容抄袭自约瑟夫·卡帕尼的《海顿》，而书中涉及莫扎特的内容也极少是原创性的。此书在1817年以《海顿、莫扎特、梅达斯太斯的生平》的书名再版。他的著作《意大利绘画史》原本是献给拿破仑的。
1821年，由于和一些意大利爱国者的友谊，贝尔受到了奥地利政府的怀疑，被逐出了米兰。在巴黎，他感觉自己是个陌生人，因为他从不承认当时法国的艺术，如文学、音乐或绘画的价值。但他仍拜访巴黎的文学沙龙，并且在那些聚集在德·特拉西身边的思想家中寻找朋友。在这段时间，他出版了《论爱情》（1822），此书在11年中只卖出17本，尽管它日后很有名；《拉辛与莎士比亚》（1823-1825）；《罗西尼传》（1824）；《D'un nouveau complot contre les industriels》（1825）；《罗马漫步》（1829）和他的第一部小说《阿尔芒丝》（1827）。

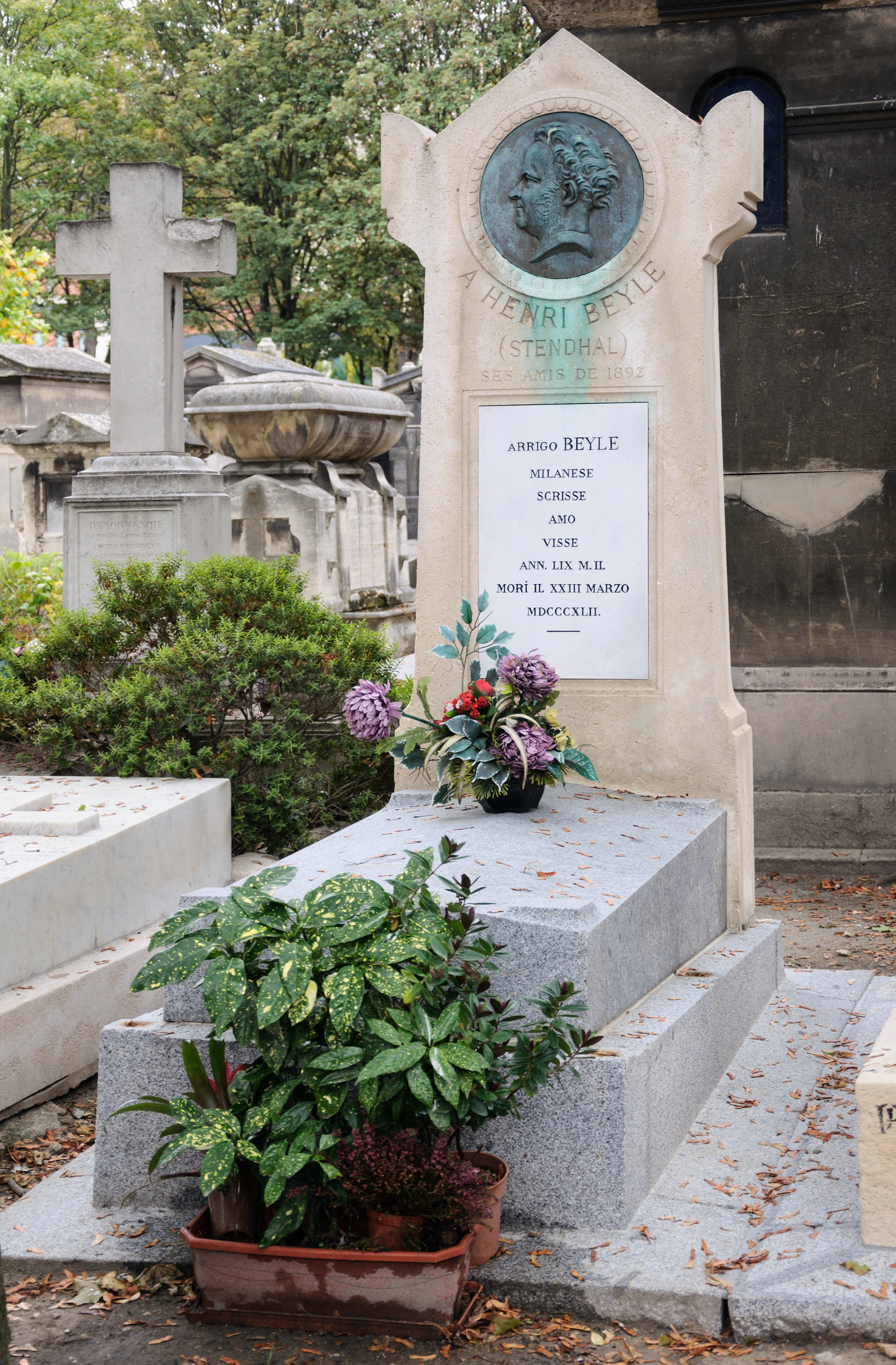
司汤达位于蒙马特公墓的墓地

七月革命后，1830年9月25日，他被提名为驻的里雅斯特的大使，但奥地利政府拒绝了他，因此他被送往奇維塔韋基亞。他启程后，《红与黑》出版了，却没有激起人们什么兴趣。1833年在巴黎度假时，他结识了乔治·桑和阿尔弗雷德·德·缪塞。1835年1月，贝尔被提名为荣誉军团骑士。1838年他出版了《旅人札记》，1839年出版了《帕尔马修道院》，这是他最后发表的一部作品，同时也是第一部真正获得成功的作品，尽管他先前的作品已经在小范围内引起了重视。巴尔扎克曾在《巴黎人杂志》中兴致勃勃地谈到这部小说。贝尔待在奇維塔韋基亞马虎地完成他的大使义务，不断犯错，直到去世。
1841年4月5日，贝尔第一次中风。一年后，1842年4月22日，晚上散步时，他又一次中风。罗曼·科伦布碰巧发现了他，把他带回了旅馆。次日清晨贝尔在那里去世，再没有恢复意识，在场的有罗曼·科伦布和亚伯拉汉·康坦汀。1842年4月24日，他被葬在蒙马特公墓。他一直梦想着被埋在意大利，墓碑上写着：米兰人阿里戈·贝尔长眠于此，他活过，写过，爱过。
贝尔的笔名司汤达无疑来自今天的萨克森-安哈尔特的施滕達爾这个地方，然而他怎么会起这个名字尚存争论。根据一种看法，贝尔选择这个名字是为了向来自司汤达的约翰·J·温克尔曼致敬。与此相反，根据另一种看法，贝尔甚至表示过对温克尔曼的轻蔑，而他选择这个笔名是因为他家在此拥有田产。

## 年表

### 青年
- 1783年1月23日，司汤达在于法国东南部的格勒诺布尔市出生。他的父亲舍吕宾-约瑟夫·贝尔是最高法院律师；母亲卡洛琳-阿黛拉伊德-亨利埃特·加尼荣是一位医生的女儿。
- 1789年法国大革命。巴黎人民攻陷巴士底狱。
- 1790年9月22日，国民大会宣布法兰西为共和国。
- 1796-1799   在格勒诺布尔中心学校读书，曾获美文奖和数学首奖。1799年，执政府成立，拿破仑任第一执政。司汤达于10月底去巴黎，往依表兄达吕。达吕是拿破仑麾下大员。

### 拿破仑时期
- 1800年5月，拿破仑率军越阿尔卑斯山南下意大利，战胜奥地利军。司汤达随军前往，6月初入米兰，9月23日被任命为第六龙骑兵少尉。
- 1801年，因病回格勒诺布尔休养。
- 1802-1803年，离开军队。开始学习英语，博览群书，常与戏剧界人士交往，想做剧作家。
- 1804年4月，经日内瓦、里昂去巴黎，与女演员梅拉妮·吉尔贝（艺名路阿松）恋爱。5月拿破仑称帝，建立第一帝国。
- 1805年，路阿松应聘到马赛演出，司汤达随同前往，在一家经营食品的商店干活。
- 1806年，与路阿松分手，7月回到巴黎。9-12月，跟马夏尔·达吕至普鲁士，被任为不伦瑞克军事特派员助理。
- 1807-1808年，在不伦瑞克。1808年12月返回巴黎。
- 1809-1810年接受彼埃尔·达吕的命令去斯特拉斯堡和维也纳。因病未参加瓦格拉姆战役（7月6日）。不久仍回巴黎，被任命为国务会议助理，后又任命为帝国动产及建筑物督察。
- 1811年结识女友安热拉·佩埃特拉古阿，在意大利游览。11月末，回巴黎。

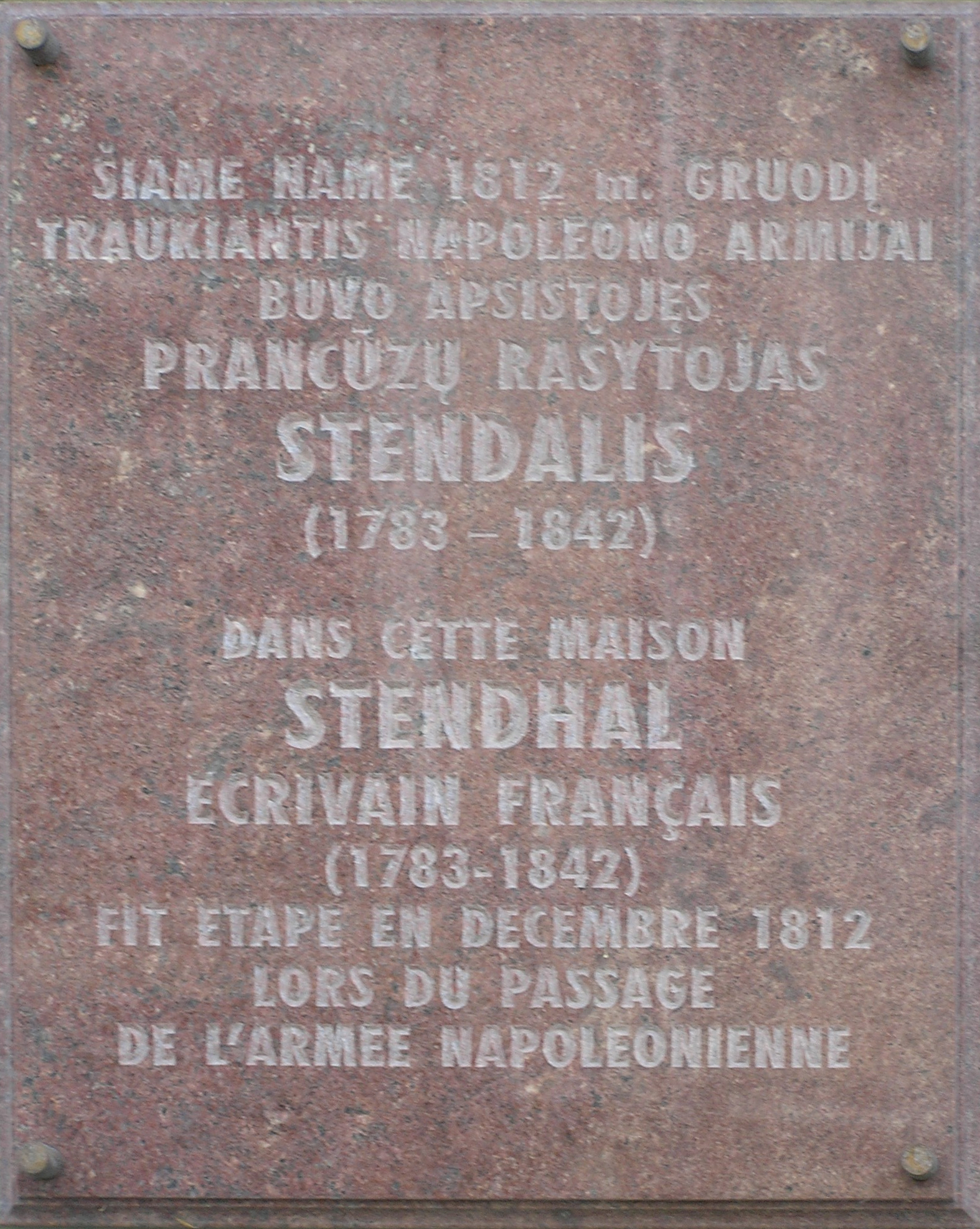
1812年12月拿破仑从俄罗斯撤退期间，司汤达在维尔纽斯的住所上的牌匾

- 1812年12月拿破仑从俄罗斯撤退期间，司汤达在维尔纽斯的住所上的牌匾1812年7月，拿破仑率大军远征俄国，司汤达作为后勤官员参与此役。9月14日至10月16日在莫斯科，随后就是撤退，仅以身免。
- 1813年1月31日回到巴黎。随奉派去德国，被任为西里西亚省总管，因染炎症，返回巴黎。
- 1814年，拿破仑被迫退位。波旁王朝复辟。7月20日，司汤达去米兰，8月10日到达。
- 1815年，“百日政变”。拿破仑与联军战于滑铁卢，败绩。司汤达在米兰，投入写作。《海顿、莫扎特、梅达斯太斯的生平》出版（巴黎），笔名为路易-亚历山大-凯撒-庞培。

### 意大利时期
- 1816年，在米兰、格勒诺布尔、罗马。识意大利诗人蒙蒂、作家西尔微·佩利科、英国诗人拜伦。继续从事写作。
- 1817年，在意大利。《意大利绘画史》在巴黎出版，笔名M.B.A.A.。《罗马，那不勒斯和佛罗伦萨》在伦敦出版，作者第一次用司汤达的笔名。岁末开始写《拿破仑传》，未完成，后来于1876年出版。
- 1818年，在米兰，认识女革命者玛蒂尔德·邓布洛夫斯基（司汤达称她梅蒂尔德），倾心热恋，但无结果。
- 1819年，在米兰，佛罗伦萨。父亲去世。
- 1820年，在米兰。自由派人士以为他是政府坐探，而当时控制着意大利北部的奥地利政府又认为他是烧炭党人，司汤达处境困难。
- 1821年，被奥警方驱逐出境。

### 旅居时期
- 1822年，《论爱情》在巴黎出版。
- 1823年3月，《拉辛与莎士比亚》（第一部分）在巴黎出版。同年11月，《罗西尼传》出版（巴黎）。
- 1824年，经常来往于罗马、巴黎、格勒诺布尔之间。结识居利阿尔伯爵夫人。
- 1825年3月，《拉辛与莎士比亚》（第二部分）出版（巴黎）。
- 1826年，与居利阿尔夫人交绝。开始写小说《阿尔芒司》。去伦敦。
- 1827年，在巴黎、意大利、伦敦。8月，《阿尔芒司》出版。
- 1828年1月1日到达米兰，再为奥地利警方驱逐，称他的《罗马、那不勒斯和佛罗伦萨》一书中政治观点是“反宗教、反道德、反奥地利的”。1月底，返回巴黎。结识阿尔贝·德·鲁邦勃雷。
- 1829年《罗马漫步》在巴黎出版。9-11月，在法国西南部旅行。
- 1830年，七月革命。法国国王路易-菲利普登位，资产阶级掌权。9月，司汤达被任命为法国驻的里雅斯特领事，但奥国政府拒绝接受，乃改任驻奇維塔韋基亞领事（该地为教皇领地）。11月，小说《红与黑》在巴黎出版。

### 奇維塔韋基亞时期
- 1831年4月17日，司汤达到达奇維塔韋基亞任所。
- 1832年，在奇維塔韋基亞。写作《自我中心回忆录》，此书至1892年出版。
- 1833年，在奇維塔韋基亞。8月，回巴黎度假。
- 1834年，在奇維塔韋基亞、罗马。开始写作《吕西安·娄凡》（又名《红与白》），未完成。此书至1901年才出版。
- 1835年底，开始写《亨利·勃吕拉传》，至1890年才出版。
- 1836-1837年，在法国、瑞士、莱茵地区、荷兰、比利时诸地旅行。
- 1838年，去英国旅行。6月，《旅人札记》在巴黎出版。
- 1839年，回到奇維塔韋基亞。4月，用五十二天写成的小说《帕尔马修道院》在巴黎出版。《意大利遗事》出版（巴黎）。写《拉米埃尔》。
- 1840年，在奇維塔韋基亞。
- 1841年，3月15日，初次中风。休假，回到巴黎。
- 1842年，3月22日傍晚在巴黎街上行走时突然患脑溢血，经抢救无效，于23日清晨2时去世。

## 评价
司汤达的声誉实际上源于两部小说：《红与黑》和《帕尔马修道院》。前一部小说的情节来自几年前发生的一些真实的事件。小说中的于连·索雷尔是一个上流家庭的家庭教师，他引诱了他学生的母亲。最后他想杀了她，以此报复她给他情人玛蒂尔德·德·拉·莫尔小姐的家人写信。如贝尔自己所说，于连是他的一幅肖像。《帕尔马修道院》表现的意图不那么统一。故事的框架主要来自他的个人经历。法布里斯在滑铁卢的经历是他向意大利进军时的经历，女伯爵彼特拉尼拉是他的安热拉。但在这两本小说中，前一部简练凝重，后一部更生动，各有大量的喜爱者。

## 著作
他的遗作中有
- 《拿破仑传》（1875）的片断；
- 《Mélanges d'art et de littérature》（1867）；
- 《意大利遗事》（1885），包括《卡司特卢的女修道院院长》，《秦奇一家人》，《维托里亚·阿科朗博尼》，《法尼娜·法尼尼》和《帕利亚诺公爵夫人》，其中一些已经单独发表过；
- 《长篇小说和中篇小说》、《Nouvelles indites》（1855）；
- 《书信集》（两卷本，1855）；
- 《拉米埃尔》、他1801年到1814年的日记，其中的向俄国和德国进军的部分遗憾地遗失了；
- 《亨利·勃吕拉传》（1890），一部遮遮掩掩的自传，主要描述了他不少的爱情故事；
- 私人信件（1892）；
- 《吕西安·娄凡》，（一译《红与白》，1894）；
- 《自我中心回忆录》（1892）；
- 未发表的信件

### 出版
- 《意大利绘画史》，巴黎，1817
- 《罗马，那不勒斯和佛罗伦萨》，昂古兰姆，1817
- 《论爱情》，巴黎，1822
- 《拉辛与莎士比亚》，巴黎，1823
- 《罗西尼传》，巴黎，1823
- 《拉辛与莎士比亚II》，巴黎，1825
- 《D'un nouveau complot contre les industriels》，巴黎，1825
- 《阿尔芒丝》，巴黎，1825
- 《罗马漫步》，巴黎，1829
- 《红与黑》，巴黎，1830
- 《旅人札记》，巴黎，1838
- 《帕尔马修道院》，巴黎，1839
- 《意大利遗事：卡司特卢的女修道院院长（外两篇：维托里亚·阿科朗博尼；秦奇一家人）》，巴黎，1839
- 《Idées italiennes sur quelques tableaux célèbres》，巴黎，1840

### 遗作
- 《书信集》
- 《日记》(1801-1823)
- 《新哲学》
- 《戏剧集》
- 《莫里哀，莎士比亚，喜剧和笑》
- 《意大利派绘画》
- 《意大利散论》
- 《政治和历史杂谈》
- 《英国来鸿》
- 《艺术散论》
- 《长篇小说和中篇小说》
- 《自我中心回忆录》
- 《吕西安·娄凡》
- 《亨利·吕勃拉传》
- 《法国南方旅行记》
- 《拉米埃尔》
- 《Mélanges intimes et Marginalia》

### 中文译本
- 《司汤达文集》，上海译文出版社
  - 《红與黑》，黎烈文譯，遠景出版事業公司，1978，ISBN 957-39-0212-5
  - 《红与黑》，郝运译，2003，ISBN 7-532-72811-0
  - 《红与白》，王道乾译，2003，ISBN 7-532-72809-9
  - 《红与绿》，郝运，周克希等译，2003，ISBN 7-532-73171-5
  - 《帕尔马修道院》，郝运译，2003，ISBN 7-532-72810-2
  - 《阿尔芒丝》，李玉民译，2003，ISBN 7-532-73402-1
  - 《意大利遗事》，徐和瑾，王振孙译，2004，ISBN 7-532-73376-9
- 《司汤达散文》，徐知免编，中国广播电视出版社，1999，ISBN 9787504332127
- 《斯丹达尔自传》（《亨利·勃吕拉传》删节本），周光怡译，杨剑编，江苏文艺出版社，1998，ISBN 7-5399-1253-7

## 外部連結
- French Audio Book (mp3) of  the red and the black incipit
- French site on Stendhal
- English site on Stendhal
- Stendhal的作品  - 古騰堡計劃
- The Red and the Black（页面存档备份，存于） English translation
- Stendhal's works（页面存档备份，存于）: text, concordances and frequency list